# Buckhorn (Kentucky)
La ville de Buckhorn est située dans le comté de Perry, dans le Commonwealth du Kentucky, aux États-Unis. 

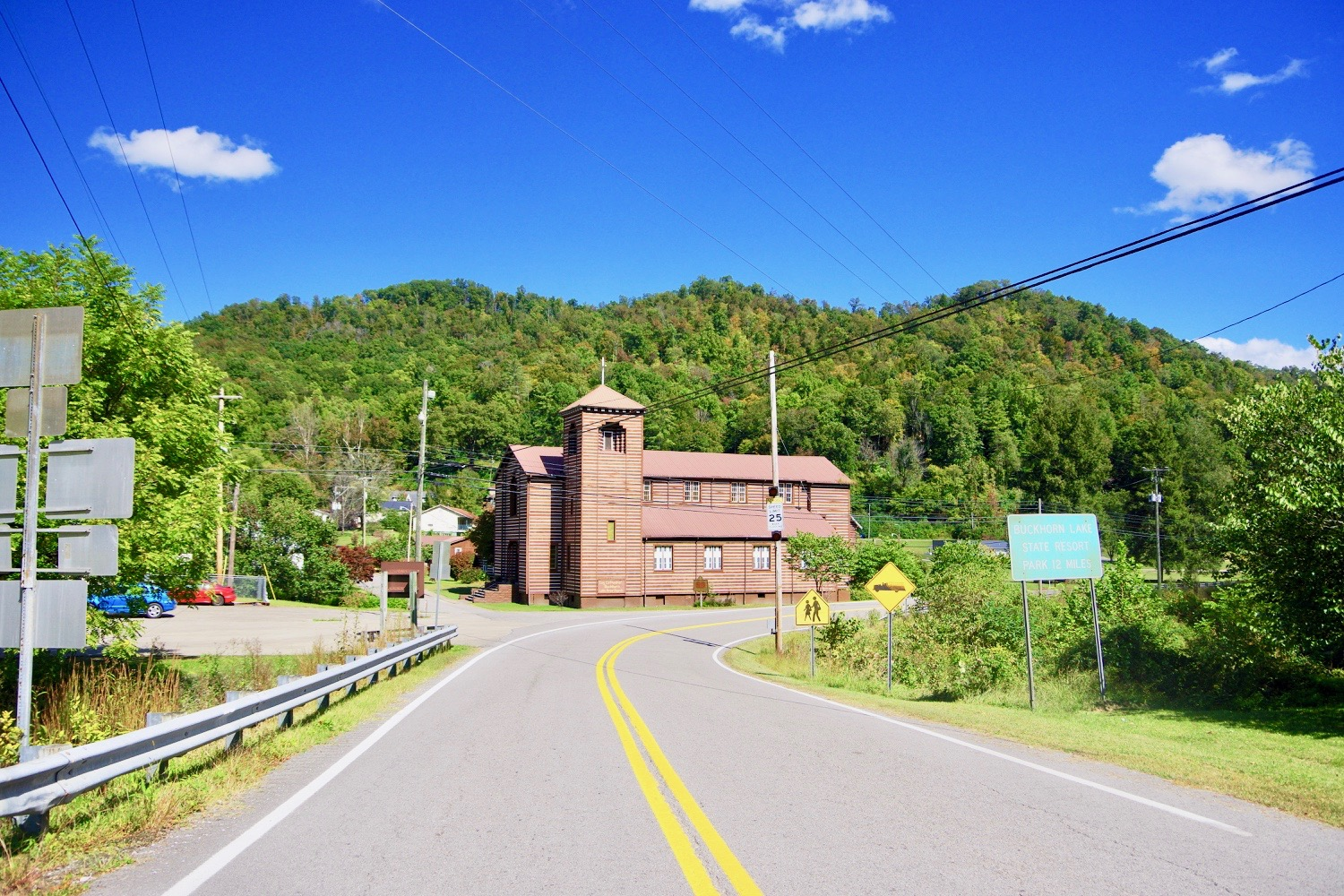
Kentucky Route 28 près de l'église presbytérienne de Buckhorn et du gymnase Greer

## Démographie
Sa population s’élevait à 162 habitants lors du recensement de 2010, estimée à 157 habitants en 2016.